# Orange (Connecticut)
Pour les articles homonymes, voir Orange.
Orange est une ville du comté de New Haven dans le Connecticut, aux États-Unis d'Amérique. Sa population était de 13 956 habitants au recensement de 2010. La municipalité s'étend sur 17,42 milles carrés (45,12 km2), dont 0,24 milles carrés (0,62 km2) d'étendues d'eau.

## Histoire
Comme West Haven, la ville d'Orange n'était au départ qu'une partie de Milford, mais sa population a augmenté de manière importante et, en 1822, Orange est devenue une municipalité indépendante. Elle doit son nom à Guillaume III d'Orange-Nassau, roi d'Angleterre.

## Démographie
| 1830  | 1840  | 1850  | 1860  | 1870  | 1880  |
| ----- | ----- | ----- | ----- | ----- | ----- |
| 1 341 | 1 329 | 1 476 | 1 974 | 2 634 | 3 341 |

| 1890  | 1900  | 1910   | 1920   | 1930  | 1940  |
| ----- | ----- | ------ | ------ | ----- | ----- |
| 4 537 | 6 995 | 11 272 | 16 614 | 1 530 | 2 009 |

| 1950  | 1960  | 1970   | 1980   | 1990   | 2000   |
| ----- | ----- | ------ | ------ | ------ | ------ |
| 3 032 | 8 547 | 13 524 | 13 237 | 12 830 | 13 233 |

| 2010   | - | - | - | - | - |
| ------ | - | - | - | - | - |
| 13 956 | - | - | - | - | - |